# Challenge Cup 2014
Der Challenge Cup 2014 (aus Sponsoringgründen auch als Tetley's Challenge Cup 2014 bezeichnet) war die 113. Ausgabe des jährlichen Rugby-League-Turniers Challenge Cup. Im Finale gewannen die Leeds Rhinos gegen die Castleford Tigers mit 23:10 und gewannen damit das Turnier zum 12. Mal.

## Erste Runde
Die Auslosung der ersten Runde fand am 8. Januar durch Chris Green, einen Spieler des Hull FC und den ehemaligen Spieler Shaun Briscoe statt. Die Spiele fanden vom 1. bis zum 8. Februar statt.
| 1. Februar 13:00 | Royal Navy | 4 : 24 | Walney Central | United Services Sports Grounds |
| 1. Februar 13:00 |            |        |                | United Services Sports Grounds |

| 1. Februar 13:30 | Myton Warriors | 24 : 22 | East Hull | Marist Sporting Club, Hull |
| 1. Februar 13:30 |                |         |           | Marist Sporting Club, Hull |

| 1. Februar 14:00 | York Acorn | 12 : 16 | Siddal | Acorn Sports & Social Club, York |
| 1. Februar 14:00 |            |         |        | Acorn Sports & Social Club, York |

| 1. Februar 14:00 | Woolston Rovers | 6 : 20 | Elland | Monk Sports Club, Warrington |
| 1. Februar 14:00 | (0:6)           |        |        | Monk Sports Club, Warrington |

| 1. Februar 14:00 | Widnes St Maries | 16 : 42 | Wigan St Patricks | Halton Stadium, Widnes |
| 1. Februar 14:00 |                  |         |                   | Halton Stadium, Widnes |

| 1. Februar 14:00 | Underbank Rangers | 30 : 34 | East Leeds | The Cross Grounds, Holmfirth |
| 1. Februar 14:00 |                   |         |            | The Cross Grounds, Holmfirth |

| 1. Februar 14:00 | South West London Chargers | 12 : 6 | Torfaen Tigers | Dukes Meadow, London |
| 1. Februar 14:00 |                            |        |                | Dukes Meadow, London |

| 1. Februar 14:00 | Skirlaugh Bulls | 10 : 16 | Rochdale Mayfield | Eastside Community Sports Club |
| 1. Februar 14:00 |                 |         |                   | Eastside Community Sports Club |

| 1. Februar 14:00 | Royal Air Force | 38 : 10 | Dewsbury Celtic | RAF Cranwell |
| 1. Februar 14:00 |                 |         |                 | RAF Cranwell |

| 1. Februar 14:00 | Pilkington Recs | 46 : 4 | Aberdeen Warriors | Ruskin Park, St Helens |
| 1. Februar 14:00 |                 |        |                   | Ruskin Park, St Helens |

| 1. Februar 14:00 | Castleford Lock Lane | 14 : 15 | Normanton Knights | Lock Lane Sports Centre, Castleford |
| 1. Februar 14:00 | (6:10)               |         |                   | Lock Lane Sports Centre, Castleford |

| 1. Februar 14:00 | Leeds Metropolitan University | 44 : 16 | Millom | Beckett Park, Leeds |
| 1. Februar 14:00 |                               |         |        | Beckett Park, Leeds |

| 1. Februar 14:00 | Hull Dockers | 76 : 0 | Bristol Sonics | The Willows Club, Hull |
| 1. Februar 14:00 |              |        |                | The Willows Club, Hull |

| 1. Februar 14:00 | Blackbrook Royals | 4 : 10 | Egremont Rangers | Blackbrook Sports & Recreation Club, St Helens |
| 1. Februar 14:00 |                   |        |                  | Blackbrook Sports & Recreation Club, St Helens |

| 1. Februar 14:00 | Askam | 8 : 12 | British Army | Fallowfield Park |
| 1. Februar 14:00 |       |        |              | Fallowfield Park |

| 1. Februar 14:30 | Wath Brow Hornets | 18 : 0 | Halton Simms Cross | Trumpet Road, Cleator Moor |
| 1. Februar 14:30 |                   |        |                    | Trumpet Road, Cleator Moor |

| 1. Februar 14:30 | Leigh Miners | 12 : 10 | Hunslet Warriors | Leigh Miners Welfare Sports Club, Leigh |
| 1. Februar 14:30 |              |         |                  | Leigh Miners Welfare Sports Club, Leigh |

| 1. Februar 14:30 | Kells | 24 : 16 | Wigan St Judes | Old Arrowthwaite, Whitehaven |
| 1. Februar 14:30 |       |         |                | Old Arrowthwaite, Whitehaven |

| 2. Februar 14:00 | Loughborough University | 24 : 38 | British Police | Epinal Way |
| 2. Februar 14:00 |                         |         |                | Epinal Way |

| 8. Februar 13:30 | Oulton Raiders | 16 : 22 | West Hull | Oulton Community Sports Club, Leeds |
| 8. Februar 13:30 | (16:6)         |         |           | Oulton Community Sports Club, Leeds |

| 8. Februar 14:00 | Shaw Cross Sharks | 13 : 16 | Thatto Heath Crusaders | Shaw Cross Club, Dewsbury |
| 8. Februar 14:00 | (7:0)             |         |                        | Shaw Cross Club, Dewsbury |

| 8. Februar 14:30 | Saddleworth Rangers | 18 : 20 | Milford Marlins | Shaw Hall Bank Road, Oldham |
| 8. Februar 14:30 | (10:8)              |         |                 | Shaw Hall Bank Road, Oldham |

## Zweite Runde
Die Auslosung der zweiten Runde fand am 6. Februar durch Kris Radlinski, einen ehemaligen Spieler der Wigan Warriors und Marwan Koukash, den Besitzer der Salford Red Devils statt. Die Spiele fanden am 22. und 23. Februar statt.
| 22. Februar 14:00 | West Hull | 28 : 18 | Thatto Heath Crusaders | West Hull Community Park, Hull |
| 22. Februar 14:00 | (16:6)    |         |                        | West Hull Community Park, Hull |

| 22. Februar 14:00 | Wath Brow Hornets | 12 : 6 | Elland | Trumpet Road, Cleator Moor |
| 22. Februar 14:00 | (10:0)            |        |        | Trumpet Road, Cleator Moor |

| 22. Februar 14:00 | Walney Central | 16 : 28 | Egremont Rangers | The Old Police House, Barrow |
| 22. Februar 14:00 | (16:12)        |         |                  | The Old Police House, Barrow |

| 22. Februar 14:00 | South West London Chargers | 6 : 24 | Milford Marlins | Dukes Meadow, London |
| 22. Februar 14:00 | (0:8)                      |        |                 | Dukes Meadow, London |

| 22. Februar 14:00 | Pilkington Recs | 38 : 0 | Myton Warriors | Ruskin Park, St Helens |
| 22. Februar 14:00 | (24:0)          |        |                | Ruskin Park, St Helens |

| 22. Februar 14:00 | Normanton Knights | 44 : 10 | Royal Air Force | Queen Elizabeth Drive, Normanton |
| 22. Februar 14:00 | (22:10)           |         |                 | Queen Elizabeth Drive, Normanton |

| 22. Februar 14:00 | Hull Dockers | 42 : 8 | Siddal | The Willows Club, Hull |
| 22. Februar 14:00 | (18:4)       |        |        | The Willows Club, Hull |

| 22. Februar 14:00 | East Leeds | 28 : 16 | Leeds Metropolitan University | Richmond Hill, Leeds |
| 22. Februar 14:00 | (8:0)      |         |                               | Richmond Hill, Leeds |

| 22. Februar 14:30 | Rochdale Mayfield | 28 : 36 | Wigan St Patricks | Mayfield Sports Centre, Rochdale |
| 22. Februar 14:30 | (12:26)           |         |                   | Mayfield Sports Centre, Rochdale |

| 22. Februar 14:30 | Kells  | 26 : 12 | Leigh Miners | Old Arrowthwaite, Whitehaven |
| 22. Februar 14:30 | (16:6) |         |              | Old Arrowthwaite, Whitehaven |

| 23. Februar 14:00 | British Police | 30 : 34 | British Army | Arthur Miller Stadium, Leeds |
| 23. Februar 14:00 | (10:12)        |         |              | Arthur Miller Stadium, Leeds |

## Dritte Runde
Die Auslosung der dritten Runde fand am 24. Februar auf dem Park-Campus der University of Gloucestershire statt. Dazu wurden die Mannschaften in zwei Gruppen eingeteilt. Gruppe A bestand aus 14 Zweitligisten und 4 Drittligisten, Gruppe B bestand aus den Gewinnern der zweiten Runde und 5 Drittligisten. Zwei Mannschaften aus Gruppe A, die Featherstone Rovers und die London Skolars, erhielten durch Auslosung ein Freilos für die vierte Runde. Die Freilose waren notwendig, da sich die französischen Mannschaften entschieden hatten, erst in der dritten Runde einzusteigen.
Bei jedem Spiel spielte eine Mannschaft aus Gruppe A gegen eine Mannschaft aus Gruppe B. Das Heimrecht wurde bei jedem Spiel per Zufallsprinzip ausgelost. Die Spiele fanden vom 14. bis zum 16. März statt
| 14. März 19:30 | Leigh Centurions | 74 : 6 | Wigan St Patricks | Leigh Sports Village, Leigh Zuschauer: 994 |
| 14. März 19:30 | (34:6)           |        |                   | Leigh Sports Village, Leigh Zuschauer: 994 |

| 15. März 14:00 | Workington Town | 38 : 12 | Normanton Knights | Post Office Road, Featherstone Zuschauer: 713 Schiedsrichter: Peter Brooke |
| 15. März 14:00 | (16:6)          |         |                   | Post Office Road, Featherstone Zuschauer: 713 Schiedsrichter: Peter Brooke |

| 15. März 14:00 | Batley Bulldogs | 52 : 4 | Kells | Mount Pleasant, Batley Zuschauer: 365 Schiedsrichter: Jamie Bloem |
| 15. März 14:00 | (14:4)          |        |       | Mount Pleasant, Batley Zuschauer: 365 Schiedsrichter: Jamie Bloem |

| 15. März 15:00 | Keighley Cougars | 42 : 0 | Wath Brow Hornets | Cougar Park, Keighley Zuschauer: 488 |
| 15. März 15:00 | (20:0)           |        |                   | Cougar Park, Keighley Zuschauer: 488 |

| 15. März 15:00 | Egremont Rangers | 24 : 42 | Oldham Roughyeds | Copeland Stadium, Egremont Zuschauer: 340 |
| 15. März 15:00 | (6:24)           |         |                  | Copeland Stadium, Egremont Zuschauer: 340 |

| 16. März 14:00 | Sheffield Eagles | 54 : 0 | East Leeds | Owlerton Stadium, Sheffield Zuschauer: 619 |
| 16. März 14:00 | (24:0)           |        |            | Owlerton Stadium, Sheffield Zuschauer: 619 |

| 16. März 14:00 | Barrow Raiders | 18 : 10 | Milford Marlins | Headingley Carnegie Stadium, Leeds Zuschauer: 1000 |
| 16. März 14:00 | (12:10)        |         |                 | Headingley Carnegie Stadium, Leeds Zuschauer: 1000 |

| 16. März 14:00 | Hull Dockers | 6 : 70 | Halifax | Craven Park, Hull Zuschauer: 600 |
| 16. März 14:00 | (6:22)       |        |         | Craven Park, Hull Zuschauer: 600 |

| 16. März 14:00 | North Wales Crusaders | 58 : 18 | Pilkington Recs | Racecourse Ground, Wrexham Zuschauer: 544 |
| 16. März 14:00 | (36:4)                |         |                 | Racecourse Ground, Wrexham Zuschauer: 544 |

| 16. März 15:00 | York City Knights | 34 : 32 | Whitehaven | Huntington Stadium, York Zuschauer: 403 |
| 16. März 15:00 | (22:16)           |         |            | Huntington Stadium, York Zuschauer: 403 |

| 16. März 15:00 | Swinton Lions | 66 : 6 | Gateshead Thunder | Leigh Sports Village, Leigh Zuschauer: 249 |
| 16. März 15:00 | (40 : 6)      |        |                   | Leigh Sports Village, Leigh Zuschauer: 249 |

| 16. März 15:00 | South Wales Scorpions | 12 : 38 | Hemel Stags | Llynfi Road, Maesteg Zuschauer: 213 |
| 16. März 15:00 | (6:16)                |         |             | Llynfi Road, Maesteg Zuschauer: 213 |

| 16. März 15:00 | Rochdale Hornets | 76 : 4 | Gloucestershire All Golds | Spotland Stadium, Rochdale Zuschauer: 307 |
| 16. März 15:00 | (36:0)           |        |                           | Spotland Stadium, Rochdale Zuschauer: 307 |

| 16. März 15:00 | Hunslet Hawks | 68 : 6 | Oxford | John Charles Centre for Sport, Leeds Zuschauer: 278 |
| 16. März 15:00 | (52:0)        |        |        | John Charles Centre for Sport, Leeds Zuschauer: 278 |

| 16. März 15:00 | Dewsbury Rams | 76 : 10 | West Hull | Crown Flatt, Dewsbury Zuschauer: 433 |
| 16. März 15:00 | (32:10)       |         |           | Crown Flatt, Dewsbury Zuschauer: 433 |

| 16. März 15:00 | British Army | 12 : 62 | Doncaster | Aldershot Military Stadium, Aldershot Zuschauer: 357 |
| 16. März 15:00 | (6:34)       |         |           | Aldershot Military Stadium, Aldershot Zuschauer: 357 |

## Vierte Runde
Die Auslosung der vierten Runde fand am 18. März statt. An der Runde nahmen die Gewinner der dritten Runde, die 14 Mannschaften der Super League und die Freilosgewinner London Skolars und Featherstone Rovers teil.
Die Spiele fanden vom 3. bis zum 6. April statt, das Spiel zwischen den Huddersfield Giants und St Helens wurde von der BBC übertragen.
| 3. April 20:00 | Hull FC | 36 : 37 n. V. | Salford Red Devils | KC Stadium, Hull Zuschauer: 5.963 Schiedsrichter: Ben Thaler |
| 3. April 20:00 | (16:18) |               |                    | KC Stadium, Hull Zuschauer: 5.963 Schiedsrichter: Ben Thaler |

| 4. April 20:00 | Dewsbury Rams                                         | 6 : 58         | Wigan Warriors | Crown Flatt, Dewsbury Zuschauer: 3.054 Schiedsrichter: Joe Cobb |
| 4. April 20:00 | Versuche: Morton 43. erh. Erhöhungen: Hemingway (1/1) | (0:12) Bericht | Versuche: Burgess 7. erh., 12. erh., 59. erh., 73, erh. Sarginson 56. erh. Thornley 65. erh., 75. erh. Smith 68. erh. Green 80. erh. Erhöhungen: Smith (6/7) Williams (3/3) | Crown Flatt, Dewsbury Zuschauer: 3.054 Schiedsrichter: Joe Cobb |

| 4. April 20:30 | Dragons Catalans | 40 : 24        | London Broncos                                                                                                | Stade Gilbert Brutus, Perpignan Zuschauer: 3.834 Schiedsrichter: Robert Hicks |
| 4. April 20:30 | Versuche: Pryce 3. erh. Anderson 13. n.erh., 56. erh. Bosc 24. erh. Millard 47. erh. Maria 52. erh. Escaré 75. erh. Erhöhungen: Bosc (6/7) | (16:6) Bericht | Versuche: Solomona 29. erh. Caton-Brown 60. erh. Macani 71. erh. Slyney 79. erh. Erhöhungen: Drinkwater (4/4) | Stade Gilbert Brutus, Perpignan Zuschauer: 3.834 Schiedsrichter: Robert Hicks |

| 5. April 14:00 | Sheffield Eagles | 70 : 28         | London Skolars | Owlerton Stadium, Sheffield Zuschauer: 505 Schiedsrichter: Peter Brooke |
| 5. April 14:00 | Versuche: Knowles 4. erh. Taulapapa 10. erh Davey 22. erh. Blagbrough 32. erh., 57. erh., 75. erh. Laulu-Togagae 39. erh., 50. n.erh. Tagaloa 44. erh. Burke 67. erh. Walker 69. erh. Garside 78. erh. Erhöhungen: Brambani (11/12) | (30:12) Bericht | Versuche: Davies 28. erh. Robinson 34. erh. Smith 54. erh., 62. erh. O’Connor 71. n.erh. Erhöhungen: Bradley (4/5) | Owlerton Stadium, Sheffield Zuschauer: 505 Schiedsrichter: Peter Brooke |

| 6. April 14:00 | Batley Bulldogs                                                           | 10 : 48        | Castleford Tigers | Mount Pleasant, Batley Zuschauer: 2.482 Schiedsrichter: George Stokes |
| 6. April 14:00 | Versuche: Griffin 25. erh. Paterson 80. n.erh. Erhöhungen: Paterson (1/2) | (6:12) Bericht | Versuche: Dorn 5. erh., 56. n.erh. Carney 19. erh., 47. n.erh., 70. erh. Ellis 62. erh. Sneyd 65. erh. Clare 74. n.erh. Wheeldon 79. erh. Erhöhungen: Sneyd (6/9) | Mount Pleasant, Batley Zuschauer: 2.482 Schiedsrichter: George Stokes |

| 6. April 14:00 | Bradford Bulls | 60 : 6         | Oldham Roughyeds                                    | Odsal Stadium, Bradford Zuschauer: 2.788 Schiedsrichter: Chris Leatherbarrow |
| 6. April 14:00 | Versuche: Gale 6. erh., 19. erh., 56. erh. Kearney 17. erh. Kear 38. erh., 75. n.erh. O’Brien 44. erh. Addy 47. erh. Henry 56. n.erh. Foster 68. n.erh. Ferguson 75. erh. Erhöhungen: Gale (8/11) | (24:6) Bericht | Versuche: Hughes 23. erh. Erhöhungen: Palfrey (1/1) | Odsal Stadium, Bradford Zuschauer: 2.788 Schiedsrichter: Chris Leatherbarrow |

| 6. April 14:00 | Doncaster | 68 : 18         | Hemel Stags                                                                                 | Keepmoat Stadium, Doncaster Zuschauer: 348 Schiedsrichter: Chris Kendall |
| 6. April 14:00 | Versuche: Waterman 5. erh. Anderson 9. erh., 72. erh. Butterfield 14. n.erh. Wilkinson 16. erh., 45. erh. Emmett 33. erh., 78. erh. Edwards 39. erh. Spurr 66. n.erh., 69. erh. Welham 75. n.erh. Cooke 78. erh. Erhöhungen: Sanderson (10/13) | (34:18) Bericht | Versuche: Al-Zubaidi 20. erh. Ingarfield 23. erh. Hill 29. erh. Erhöhungen: Swindells (3/3) | Keepmoat Stadium, Doncaster Zuschauer: 348 Schiedsrichter: Chris Kendall |

| 6. April 14:00 | Featherstone Rovers | 66 : 0         | North Wales Crusaders | Post Office Road, Featherstone Zuschauer: 1.312 Schiedsrichter: Gareth Hewer |
| 6. April 14:00 | Versuche: Crossley 3. erh., 21. n.erh. Mendeika 17. n.erh., 42. erh., 78. erh. Cording 24. erh., 55. erh. Kain 35. erh. Worthington 48. erh. Dale 59. erh. Sharp 70. n.erh. Flanagan 75. erh. Erhöhungen: Moore (9/12) | (26:0) Bericht |                       | Post Office Road, Featherstone Zuschauer: 1.312 Schiedsrichter: Gareth Hewer |

| 6. April 14:00 | Halifax                                                                | 10 : 34        | Widnes Vikings | The Shay, Halifax Zuschauer: 2.271 Schiedsrichter: Matt Thomason |
| 6. April 14:00 | Versuche: Fieldhouse 10. erh. Potts 19. n.erh. Erhöhungen: Tyrer (1/2) | (10:6) Bericht | Versuche: Clarke 25. erh. Brown 50. erh., 80. erh. Flynn 57. erh. Hulme 63. n.erh. Joseph 74. erh. Erhöhungen: Tickle (5/6) | The Shay, Halifax Zuschauer: 2.271 Schiedsrichter: Matt Thomason |

| 6. April 14:00 | Hull Kingston Rovers | 24 : 28         | Warrington Wolves                                                                                                | Craven Park, Hull Zuschauer: 4.911 Schiedsrichter: Richard Silverwood |
| 6. April 14:00 | Versuche: Cockayne 15. erh. Walker 20. erh. Gardner 52. n.erh. Caro 76. erh. Erhöhungen: Burns (3/4) Straftritte: Burns 29. | (14:10) Bericht | Versuche: Atkins 22. erh., 60. erh. Monaghan 33. n.erh. Evans 43. erh. Asotasi 72. erh. Erhöhungen: Bridge (4/5) | Craven Park, Hull Zuschauer: 4.911 Schiedsrichter: Richard Silverwood |

| 6. April 14:00 | Hunslet Hawks | 27 : 10        | Workington Town                                                | John Charles Centre for Sport, Leeds Zuschauer: 504 Schiedsrichter: Warren Turley |
| 6. April 14:00 | Versuche: Maun 7. n.erh., 70. n.erh., 70. n.erh. Grimshaw 28. erh. Mackay 35. erh. Erhöhungen: Akaidere (1/2) Ansell (1/3) Straftritte: Ansell 59. Dropgoals: Ansell 40. | (17:0) Bericht | Versuche: Carter 55. erh., 62. n.erh. Erhöhungen: Connor (1/2) | John Charles Centre for Sport, Leeds Zuschauer: 504 Schiedsrichter: Warren Turley |

| 6. April 14:00 | Keighley Cougars | 54 : 28         | Barrow Raiders | Lawkholme Lane, Bradford Zuschauer: 823 Schiedsrichter: Dave Merrick |
| 6. April 14:00 | Versuche: Barnett 13. erh., 74. erh. Lawton 28. n.erh. White 31. erh. Craven 37. n.erh. Law 48. erh. March 56. n.erh. Rawlings 59. erh. Peltier 62. erh. Hesketh 71. erh. Erhöhungen: Jones (6/8) Peltier (1/2) | (20:14) Bericht | Versuche: Grant 17. erh, 78. n.erh. Campbell 22. erh., 68. n.erh. Dawson 50. erh. Erhöhungen: Mort (2/2) Shaw (1/3) Straftritte: Mort 37. | Lawkholme Lane, Bradford Zuschauer: 823 Schiedsrichter: Dave Merrick |

| 6. April 14:00 | Rochdale Hornets                                                                            | 22 : 28         | Leigh Centurions                                                                                                  | Spotland Stadium, Rochdale Zuschauer: 1.007 Schiedsrichter: Dave Sharpe |
| 6. April 14:00 | Versuche: Casey 27. n.erh. English 28. erh., 60. erh. Case 53. erh. Erhöhungen: Crook (3/4) | (10:18) Bericht | Versuche: Wilkes 6. erh., 8. erh. Ridyard 23. erh. Brierley 47. erh. McNally 51. n.erh. Erhöhungen: Ridyard (4/5) | Spotland Stadium, Rochdale Zuschauer: 1.007 Schiedsrichter: Dave Sharpe |

| 6. April 14:00 | Swinton Lions | 31 : 28         | York City Knights                                                                                                   | Leigh Sports Village, Leigh Zuschauer: 427 Schiedsrichter: Jamie Bloem |
| 6. April 14:00 | Versuche: Hawkyard 14. erh., 37. erh. Watkins 32. n.erh. Peet 34. erh. Atkin 60. erh. Erhöhungen: Peet (4/5) Straftritte: Peet 76. Dropgoals: Atkin 80. | (22:12) Bericht | Versuche: Lee 2. erh. Paterson 25. erh. Hardcastle 48. erh. Smith 52. erh. Dent 72. n.erh. Erhöhungen: Haynes (4/5) | Leigh Sports Village, Leigh Zuschauer: 427 Schiedsrichter: Jamie Bloem |

| 6. April 14:00 | Wakefield Trinity Wildcats                          | 6 : 60         | Leeds Rhinos | Belle Vue, Wakefield Zuschauer: 4.482 Schiedsrichter: James Child |
| 6. April 14:00 | Versuche: Godinet 38. erh. Erhöhungen: Sammut (1/1) | (6:32) Bericht | Versuche: Burrow 18. erh., 74. erh. Ablett 24. erh., 34. n.erh. McGuire 26. erh. Hall 30. n.erh., 40. erh. Achurch 45. erh. Sutcliffe 50. erh. Briscoe 70. n.erh. Moon 78. erh. Erhöhungen: Sinfield (8/11) | Belle Vue, Wakefield Zuschauer: 4.482 Schiedsrichter: James Child |

| 6. April 14:15 | Huddersfield Giants                                                          | 16 : 17        | St Helens | John Smith’s Stadium, Huddersfield Zuschauer: 7.150 Schiedsrichter: Phil Bentham |
| 6. April 14:15 | Versuche: Lunt 27. n.erh., 58. erh. Wardle 38. erh. Erhöhungen: Brough (2/3) | (10:8) Bericht | Versuche: Swift 10. n.erh. Makinson 14. n.erh., 67. erh. Erhöhungen: Walsh (1/3) Straftritte: Walsh 75. Dropgoals: Walsh 80. | John Smith’s Stadium, Huddersfield Zuschauer: 7.150 Schiedsrichter: Phil Bentham |

## Fünfte Runde
Die Auslosung der fünften Runde fand am 6. April nach dem Ende des Spiels zwischen Huddersfield und St Helens durch Alex Murphy und Garry Schofield statt. Die Spiele fanden am 26. und 27. April statt, das Spiel zwischen den Leeds Rhinos und St Helens wurde von der BBC übertragen.
| 26. April 14:30 | Leeds Rhinos | 32 : 12        | St Helens                                                       | Headingley Carnegie Stadium, Leeds Zuschauer: 12.194 Schiedsrichter: Richard Silverwood |
| 26. April 14:30 | Versuche: Hardaker 5. erh., 37. erh. Moon 49. erh. McGuire 74. erh. Peacock 78. erh. Erhöhungen: Sinfield (5/5) Straftritte: Sinfield 45. | (12:6) Bericht | Versuche: Swift 14. erh. Jones 53. erh. Erhöhungen: Walsh (2/2) | Headingley Carnegie Stadium, Leeds Zuschauer: 12.194 Schiedsrichter: Richard Silverwood |

| 26. April 15:00 | Keighley Cougars | 33 : 20         | Swinton Lions                                                                          | Leigh Sports Village, Leigh Zuschauer: 465 Schiedsrichter: Tim Roby |
| 26. April 15:00 | Versuche: Lawton 2. n.erh. Sheriffe 25. erh. Barnett 34. n.erh., 54. n.erh. Craven 46. erh. Williams 63. erh. Erhöhungen: Jones (3/6) Straftritte: Jones 40. Dropgoals: Handforth 75. | (16:10) Bericht | Versuche: Bowman 8. erh., 14. n.erh., 60. erh. Lewis 62. n.erh. Erhöhungen: Peet (2/4) | Leigh Sports Village, Leigh Zuschauer: 465 Schiedsrichter: Tim Roby |

| 27. April 15:00 | Bradford Bulls | 33 : 20         | Dragons Catalans                                                                                        | Odsal Stadium, Bradford Zuschauer: 2.341 Schiedsrichter: James Child |
| 27. April 15:00 | Versuche: Gaskell 29. erh. Foster 34. erh., 38. erh. Gale 43. erh. Purtell 58. erh. Erhöhungen: Foster (5/5) Straftritte: Foster 76. Dropgoals: Gale 80. | (18:16) Bericht | Versuche: Millard 2. n.erh. Pomeroy 10. erh. Elima 14. erh. Oldfield 62. erh. Erhöhungen: Barthau (2/4) | Odsal Stadium, Bradford Zuschauer: 2.341 Schiedsrichter: James Child |

| 27. April 15:00 | Leigh Centurions | 26 : 16         | Featherstone Rovers                                                   | Leigh Sports Village, Leigh Zuschauer: 3.664 Schiedsrichter: Ben Thaler |
| 27. April 15:00 | Versuche: Brierley 1. erh., 26. erh., 74. erh. Kay 59. n.erh. Haggerty 66. n.erh. Erhöhungen: Ridyard (2/4) Brierley (1/1) | (12:12) Bericht | Versuche: Sharp 7. n.erh., 23. n.erh. Mendeika 16. n.erh., 78. n.erh. | Leigh Sports Village, Leigh Zuschauer: 3.664 Schiedsrichter: Ben Thaler |

| 27. April 15:00 | Salford Red Devils                                                                     | 20 : 30        | Widnes Vikings | AJ Bell Stadium, Salford Zuschauer: 2.630 Schiedsrichter: Phil Bentham |
| 27. April 15:00 | Versuche: Hock 25. n.erh., 77. erh. Sa'u 55. n.erh Tasi 75. erh. Erhöhungen: Lee (2/4) | (4:18) Bericht | Versuche: Galea 12. erh. Brown 16. erh. Hanbury 36. erh., 48. erh. White 80. erh. Erhöhungen: Tickle (4/4) Owens (1/1) | AJ Bell Stadium, Salford Zuschauer: 2.630 Schiedsrichter: Phil Bentham |

| 27. April 15:00 | Warrington Wolves | 68 : 0         | Doncaster | Halliwell Jones Stadium, Warrington Zuschauer: 3.002 Schiedsrichter: Matt Thomason |
| 27. April 15:00 | Versuche: Penny 9. erh., 63. n.erh., 67. erh. Russell 14. erh. Atkins 19. erh. Bridge 36. erh., 38. erh., 59. erh., 73. erh. Dwyer 43. erh. Monaghan 55. n.erh. Evans 79. erh. Erhöhungen: Bridge (10/12) | (30:0) Bericht |           | Halliwell Jones Stadium, Warrington Zuschauer: 3.002 Schiedsrichter: Matt Thomason |

| 27. April 15:00 | Wigan Warriors | 52 : 8         | Hunslet Hawks                                   | DW Stadium, Wigan Zuschauer: 4.390 Schiedsrichter: George Stokes |
| 27. April 15:00 | Versuche: Williams 3. erh. Bowen 5. erh., 16. erh., 27. erh. Smith 8. erh., 24. erh. Farrell 11. erh. Sarginson 47. n.erh. James 72. erh. Erhöhungen: Smith (8/9) | (42:8) Bericht | Versuche: Grimshaw 13. n.erh. Mapals 20. n.erh. | DW Stadium, Wigan Zuschauer: 4.390 Schiedsrichter: George Stokes |

| 27. April 15:30 | Castleford Tigers | 60 : 16        | Sheffield Eagles                                                                                           | Mend-A-Hose Jungle, Castleford Zuschauer: 4.648 Schiedsrichter: Robert Hicks |
| 27. April 15:30 | Versuche: Carney 7. n.erh, 11. n.erh, 36. n.erh., 77. erh. Millington 17. erh. Gibson 19. n.erh. Dixon 28. n.erh. Ellis 32. n.erh., 55. erh. Clark 33. erh. Tansey 52. erh. Holmes 61. erh. Erhöhungen: Dixon (5/11) Sneyd (1/1) | (36:4) Bericht | Versuche: Turner 3. n.erh. Straughier 46. erh. Ashton 68. erh. Erhöhungen: Blagbrough (1/2) Brambani (1/1) | Mend-A-Hose Jungle, Castleford Zuschauer: 4.648 Schiedsrichter: Robert Hicks |

## Viertelfinale
Die Auslosung der Viertelfinale fand am 28. April durch Jason Robinson und Paul Sculthorpe statt. Die Spiele fanden vom 5. bis 8. Juni statt, die ersten beiden wurden von Sky Sports übertragen, die anderen von der BBC.
| 5. Juni 20:00 | Widnes Vikings | 56 : 6 | Keighley Cougars | Stobart Stadium, Widnes Zuschauer: 5.252 Schiedsrichter: James Child |
| 5. Juni 20:00 | (32:0)         |        |                  | Stobart Stadium, Widnes Zuschauer: 5.252 Schiedsrichter: James Child |

| 6. Juni 20:00 | Leeds Rhinos | 25 : 12 | Leigh Centurions | Headingley Carnegie Stadium, Leeds Zuschauer: 7.145 Schiedsrichter: Ben Thaler |
| 6. Juni 20:00 | (12:12)      |         |                  | Headingley Carnegie Stadium, Leeds Zuschauer: 7.145 Schiedsrichter: Ben Thaler |

| 7. Juni 14:30 | Wigan Warriors | 4 : 16 | Castleford Tigers | DW Stadium, Wigan Zuschauer: 8.736 Schiedsrichter: Richard Silverwood |
| 7. Juni 14:30 | (0:6)          |        |                   | DW Stadium, Wigan Zuschauer: 8.736 Schiedsrichter: Richard Silverwood |

| 8. Juni 15:30 | Bradford Bulls | 10 : 46 | Warrington Wolves | Odsal Stadium, Bradford Zuschauer: 5.064 Schiedsrichter: Phil Bentham |
| 8. Juni 15:30 | (4:18)         |         |                   | Odsal Stadium, Bradford Zuschauer: 5.064 Schiedsrichter: Phil Bentham |

## Halbfinale
Die Auslosung der Halbfinale fand am 8. Juni nach dem Spiel zwischen Bradford und Warrington durch Eorl Crabtree und Brian Noble statt und wurde auf BBC Two übertragen.
| 9. August 14:30 | Leeds Rhinos | 24 : 16        | Warrington Wolves                                                                         | Langtree Park, St Helens Zuschauer: 12.132 Schiedsrichter: Phil Bentham |
| 9. August 14:30 | Versuche: Hall 30. erh., 41. erh Moon 52. n.erh. Briscoe 73. erh. Erhöhungen: Sinfield (3/4) Straftritte: Sinfield 3. | (14:0) Bericht | Versuche: Bridge 44. n.erh. Ratchford 59. erh. Westwood 80. erh. Erhöhungen: Bridge (2/3) | Langtree Park, St Helens Zuschauer: 12.132 Schiedsrichter: Phil Bentham |

| 10. August 15:00 | Castleford Tigers | 28 : 6         | Widnes Vikings                                        | Leigh Sports Village, Leigh Zuschauer: 12.005 Schiedsrichter: Richard Silverwood |
| 10. August 15:00 | Versuche: Finn 5. erh. Clark 9. n.erh. Dixon 33. n.erh. Ellis 48. erh. Webster 70. erh. Erhöhungen: Sneyd (3/5) Straftritte: Sneyd 67. | (14:0) Bericht | Versuche: Jack Owens 75. n.erh Straftritte: Owens 28. | Leigh Sports Village, Leigh Zuschauer: 12.005 Schiedsrichter: Richard Silverwood |

## Finale

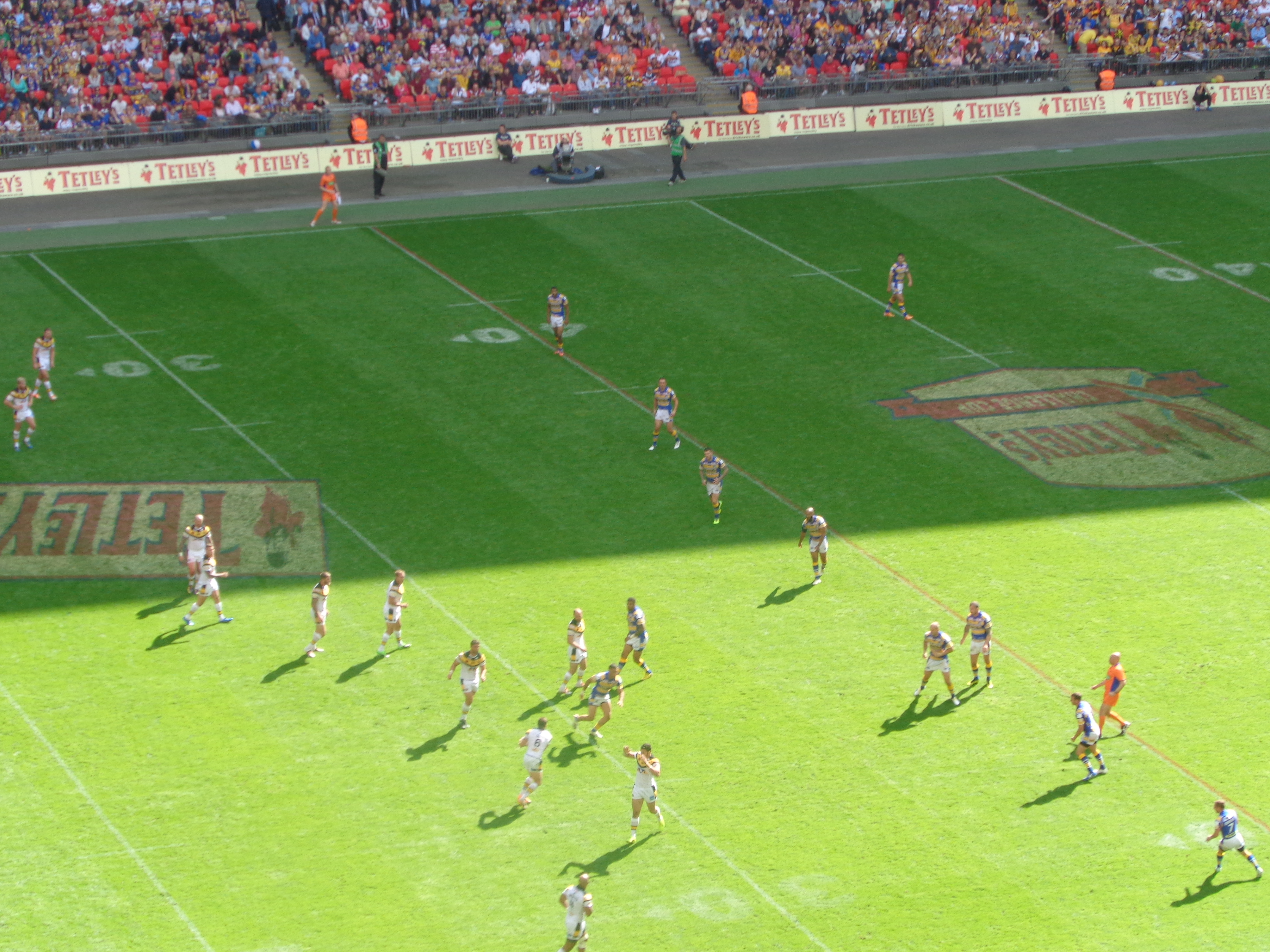
Spielszene aus dem Finale zwischen Leeds und Castleford.

Das Finale wurde auf BBC One übertragen. Ryan Hall wurde als MVP mit der Lance Todd Trophy ausgezeichnet.
| 23. August 2014 15:00 | Leeds Rhinos | 23 : 10        | Castleford Tigers                                                 | Wembley Stadium, London Zuschauer: 77.914 Schiedsrichter: Phil Bentham |
| 23. August 2014 15:00 | Versuche: Sinfield 5. erh. McGuire 18. erh. Hall 25. n.erh., 67. erh. Erhöhungen: Sinfield (3/4) Dropgoals: McGuire 77. | (16:4) Bericht | Versuche: Clark 13. n.erh. Holmes 47. erh. Erhöhungen: Finn (1/2) | Wembley Stadium, London Zuschauer: 77.914 Schiedsrichter: Phil Bentham |

| 1                  | Zak Hardaker         |
| 20                 | Tom Briscoe          |
| 3                  | Kallum Watkins       |
| 4                  | Joel Moon            |
| 5                  | Ryan Hall            |
| 13                 | Kevin Sinfield       |
| 6                  | Danny McGuire        |
| 8                  | Kylie Leuluai        |
| 7                  | Rob Burrow           |
| 10                 | Jamie Peacock        |
| 15                 | Brett Delaney        |
| 12                 | Carl Ablett          |
| 11                 | Jamie Jones-Buchanan |
| Auswechselspieler: |                      |
| 9                  | Paul Aiton           |
| 16                 | Ryan Bailey          |
| 17                 | Ian Kirke            |
| 26                 | Liam Sutcliffe       |

| 6                  | Luke Dorn       |
| 2                  | Kirk Dixon      |
| 4                  | Jake Webster    |
| 3                  | Michael Shenton |
| 5                  | Justin Carney   |
| 7                  | Marc Sneyd      |
| 26                 | Liam Finn       |
| 8                  | Andy Lynch      |
| 14                 | Daryl Clark     |
| 10                 | Craig Huby      |
| 16                 | Oliver Holmes   |
| 12                 | Weller Hauraki  |
| 13                 | Nathan Massey   |
| Auswechselspieler: |                 |
| 18                 | Frankie Mariano |
| 19                 | Scott Wheeldon  |
| 16                 | Jamie Ellis     |
| 8                  | Lee Jewitt      |